# Вилард (Минесота)
Вилард (енгл. Villard) град је у америчкој савезној држави Минесота.

## Демографија
По попису из 2010. године број становника је 254, што је 10 (4,1%) становника више него 2000. године.
| Група             | 2000.       | 2010.       |
| Белци             | 240 (98,4%) | 242 (95,3%) |
| Афроамериканци    | 0 (0,0%)    | 0 (0,0%)    |
| Азијати           | 2 (0,8%)    | 2 (0,8%)    |
| Хиспаноамериканци | 0 (0,0%)    | 1 (0,4%)    |
| Укупно            | 244         | 254         |